# Embriogénesis somática
La embriogénesis somática, también denominada embriogénesis asexual o adventicia, consiste en el desarrollo de embriones a partir de células que no son el producto de una fusión de gametos durante la fecundación o, en otras palabras, es un proceso por el cual se produce una estructura bipolar (el embrión) a partir de una célula somática.
Este proceso se produce con cierta asiduidad en la naturaleza, ocurriendo de modo espontáneo en más de 60 familias de plantas, algunas tan importantes como las compuestas, crucíferas, cucurbitáceas, gramíneas, rosáceas, leguminosas y palmáceas. Es pues un proceso tan natural como la embriogénesis cigótica, con casos tan conocidos como el de los cítricos, en los que ambos tipos de embriogénesis, la somática y la cigótica, ocurren casi simultáneamente en el interior de la semilla.
Mediante cultivo in vitro, los primeros en obtener y desarrollar embriones somáticos fueron Steward y Reinert en 1958 a partir de tejidos de zanahoria. A esta especie modelo para el estudio de la embriogénesis somática se han añadido hasta la fecha más de 30 especies, algunas tan importantes como la alfalfa y varias leñosas forestales, las cuales en la actualidad se propagan comercialmente mediante este método.
Se pueden obtener embriones somáticos de muy diversas partes de la planta, así se pueden utilizar como explantos: ápices radiculares y caulinares, hipocótilos, pecíolos, pedúnculos, hojas jóvenes y, en general, tejidos y órganos con características embrionarias, meristemáticas o reproductivas (embriones e inflorescencias inmaduras, trozos de escutelo, nucela y endosperma, óvulos, entre otros).
Existen dos tipos de embriogénesis somática in vitro, la embriogénesis somática directa y la indirecta. La forma directa implica la existencia de células somáticas predeterminadas a seguir la vía embriogénica de desarrollo y las células del explanto primario se desarrollan para formar embriones (como por ejemplo, la nucela de los cítricos). La forma indirecta implica la necesidad de una inducción para que las células sigan la vía embriogénica, tras pasar por una fase proliferativa (callo) y cambiar su competencia a la expresión de embriogénesis. El proceso ocurre en dos etapas: en la primera de ellas, las células competentes aisladas en medios ricos en auxinas forman grupos de células embriogénicas denominadas centros embriogénicos. En la segunda fase, una vez repicados los centros embriogénicos a un medio de cultivo sin auxinas, estos proliferan de forma lenta e indiferenciada. Luego se producen una serie de rápidas divisiones celulares en distintas zonas del centro embriogénico y se conforman embriones globulares, que al crecer pasando por los estados de corazón y torpedo y tras una fase de maduración y germinación darán lugar a plantas completas.
La embriogénesis somática como método, sistema o tecnología de propagación de plantas presenta una serie de ventajas frente a otros sistemas. Así, es posible obtener una enorme capacidad de propagación, lo que la torna aplicable industrialmente, permite obtener en un solo proceso estructuras completas con ápice y raíz, que pueden ser almacenadas y encapsuladas perfectamente, dando lugar a semillas sintéticas.
Por otro lado, presenta una serie de inconvenientes, como por ejemplo, la generación de anormalidades morfológicas, fisiológicas y genéticas en los cultivos, fenómenos de poliembrionía indeseables, falta de maduración y dormancia o germinación prematura de los embriones en cultivo.